# Cucina indiana

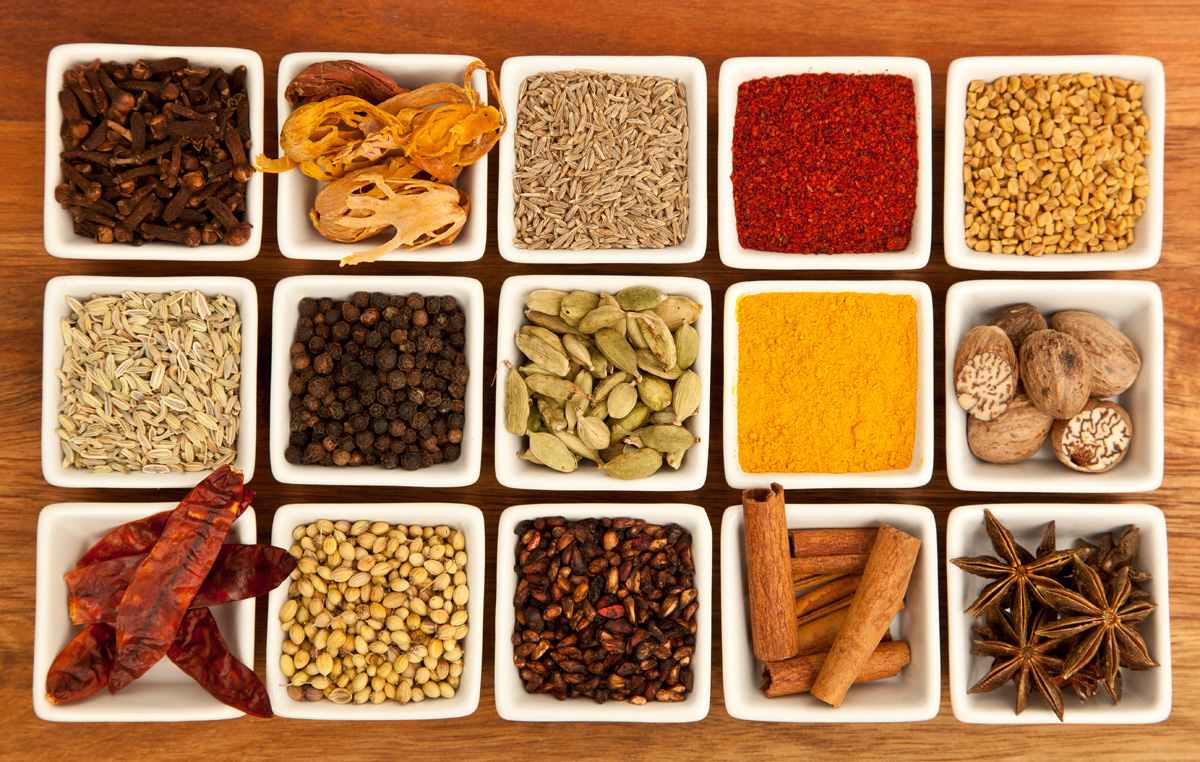
Una schiera di spezie comunemente utilizzate nelle cucine tipiche dell'India

La cucina indiana è l'espressione dell'arte culinaria sviluppata in India. È nota soprattutto per il grande uso che fa di spezie, latte e latticini. Si differenzia in numerose varietà regionali, comunque riferibili a due grandi gruppi: la cucina dell'India del nord, che fa uso di carni ed è meno speziata, e quella del sud, vegetariana e più speziata.
La cucina viene anche classificata in cucina non vegetariana (indicata da cartelli con la scritta "non veg"), latto-ovo-vegetariana ("veg", senza carni), e latto-vegetariana, detta quasi vegana ("pure veg", che non fa uso di uova). Praticamente inesistente la cucina vegana propriamente detta, cioè senza neanche latte e latticini.

## Utensili

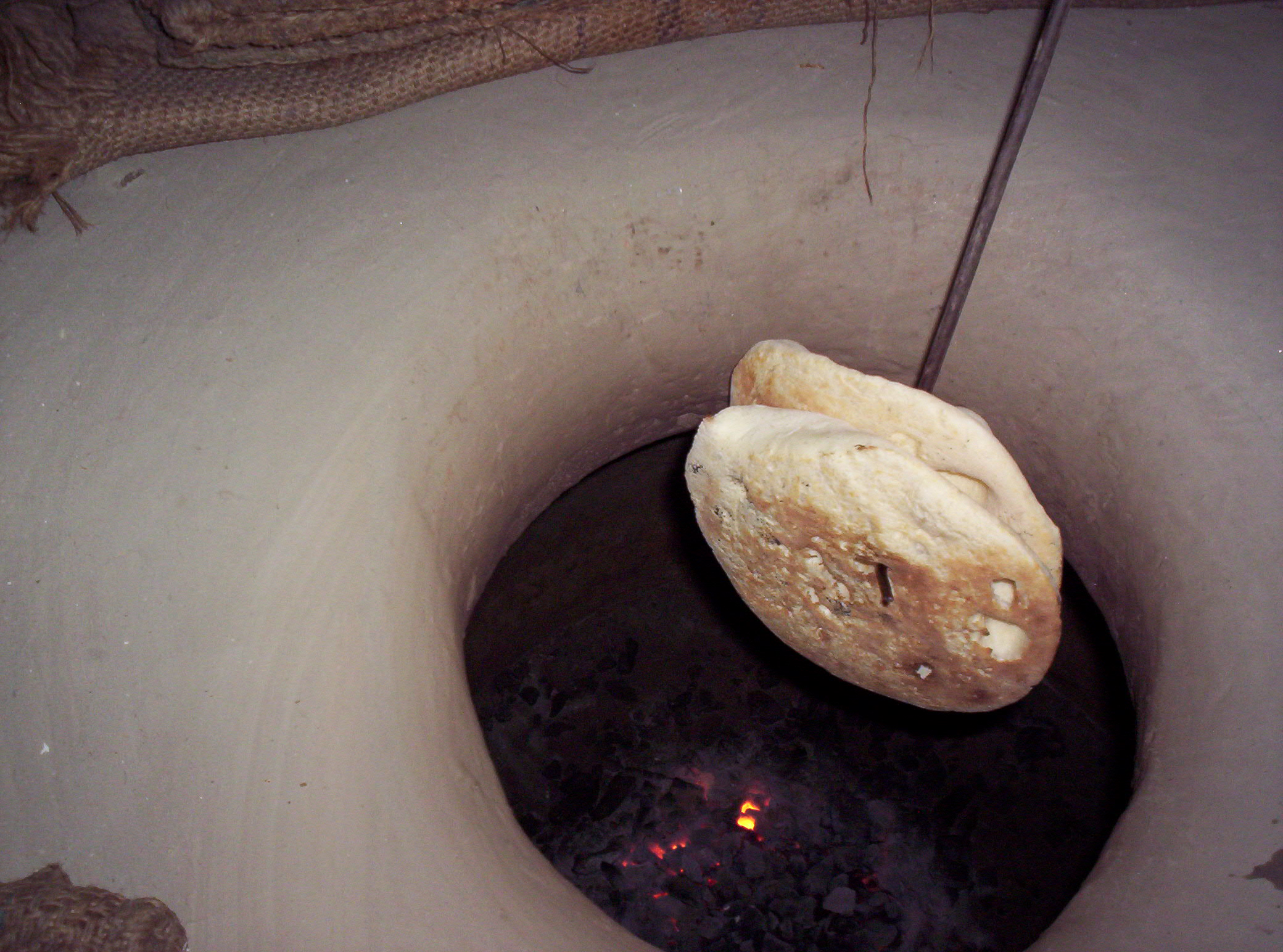
L'imbocco di un tandoor.

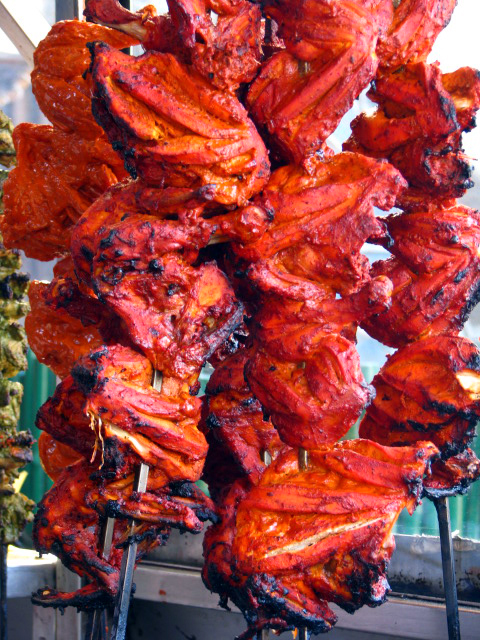
Pollo tanduri

- Tandoor o tandur: forno cilindrico di argilla con il fondo interrato, dove viene messo il carbone che lo alimenta, e in alto l'imboccatura dove si cala il cibo per essere cotto. Il forno raggiunge temperature molto alte e in origine veniva utilizzato nella cucina moghul per cuocere il pane, ma poi il suo uso fu esteso anche alla cottura della carne. Il pane viene appeso crudo alle pareti interne del forno dove cuoce in pochi minuti, mentre la carne viene infilata a pezzi in spiedi verticali e cuocendo perde i suoi liquidi che colando dall'alto verso il basso permettono ai pezzi sul fondo, a contatto con la brace, di non asciugarsi troppo. Il forno tandur è diffuso in tutta l'India ma è tipico del Punjab.[1][2]
- Tawa o tava: piastra pesante di ferro o di ghisa, utilizzata per cuocere il pane. Prima viene unta di grasso e poi viene scaldata sul fuoco.[1][2]
- Karhai o kadai: padella di grandi dimensioni, profonda e col fondo convesso, può essere di ferro, di ottone o di alluminio ed è simile al wok cinese; la forma particolare serve per ottenere una frittura veloce in modo da risparmiare l'olio. La kadai è usata sia in casa (in dimensioni minori), sia dai venditori di strada (in dimensioni più grandi).[1][2]

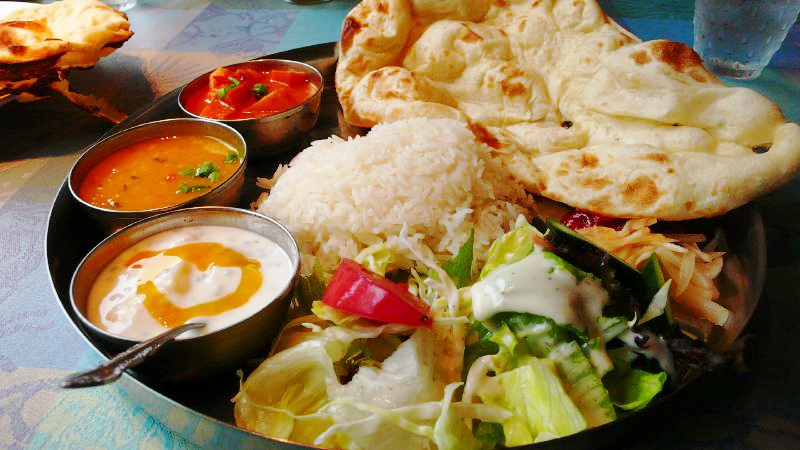
Un thali vegetariano

- Thali: vassoio molto diffuso che serve per portare una serie di pietanze come curry, dal e yogurt, contenute in ciotoline. Oggi il thali è generalmente d'acciaio inossidabile perché economico e più facile da pulire, ma un tempo poteva essere d'ottone, bronzo o argento. Nell'India meridionale è spesso sostituita da una semplice foglia fresca di banano.[3]
- Chula: fornello a carbone situato sul pavimento al centro della cucina; nelle aree rurali invece del carbone si usa ancora lo sterco secco di vacca, considerato il combustibile più puro e utile per scaldare i cibi a fuoco lento grazie al suo calore moderato[2].
- Belan: piccolo matterello utilizzato nella preparazione dei vari tipi di pane[1].
- Batta o vatta: pestello di pietra, utilizzato per pestare le spezie[1].
- Sil: pietra piatta sulla quale si pestano le spezie con la batta[1].

## Pane

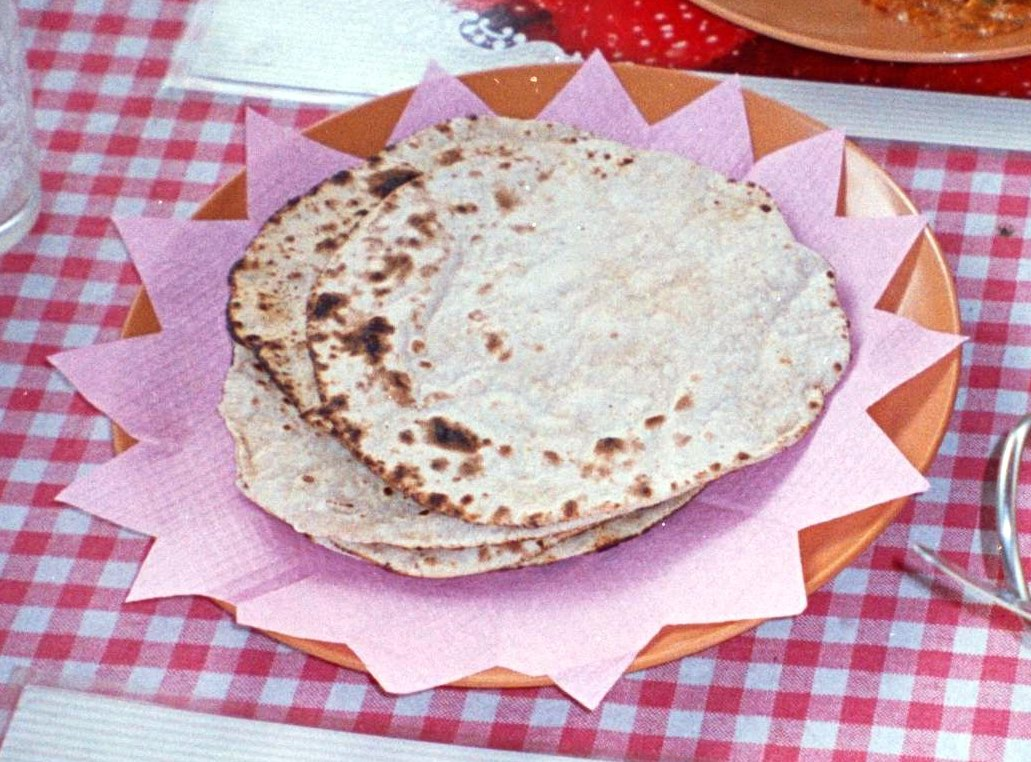
Chapati

Il pane in India ha generalmente l'aspetto di schiacciatine o piadine ed è più diffuso nell'India settentrionale perché serve da accompagnamento ai piatti di carne, mentre invece è praticamente inesistente nel sud vegetariano; ha anche la funzione di stoviglia perché può essere utilizzato come piatto o come cucchiaio. In generale vi sono due tipi di pane, quello non lievitato che viene fritto sulla tawa e quello lievitato che viene cotto nel tandoor; nello specifico le varietà di pane più note in India sono:
- Roti: è un pane di forma rotonda fatto con farina integrale di frumento e acqua, non lievitato e cotto in un forno tandoor. Viene consumato da solo o spalmato d'olio o di ghi. Generalmente viene usato come sinonimo il termine chapati, ma in alcuni posti indica un pane più piccolo del roti.[4][5][6][7]
  - Besan roti: schiacciatine triangolari di farina integrale di frumento e di ceci impastate con ghee e speziate con prezzemolo, semi di cumino e pepe nero; una variante prevede l'uso di un trito di cipolla, foglie di coriandolo e peperoncini verdi[8][9].
  - Roti di maisello: è un roti speziato nel cui impasto ci sono anche farina di mais, coriandolo, cumino e pepe nero; viene servito con yogurt, menta e cipolle fritte[8].
- Chapati: pane non lievitato di farina integrale di frumento, impastato con acqua per circa un quarto d'ora e cotto sulla tawa (ma a volte direttamente sulla fiamma così si gonfia); è insieme al roti il tipo più diffuso di pane e viene consumato da solo o con verdure e spezie, di regola appena tolto dal fuoco. A volte chapati è sinonimo di roti, ma generalmente è più grande.[6][7][8][9][10]

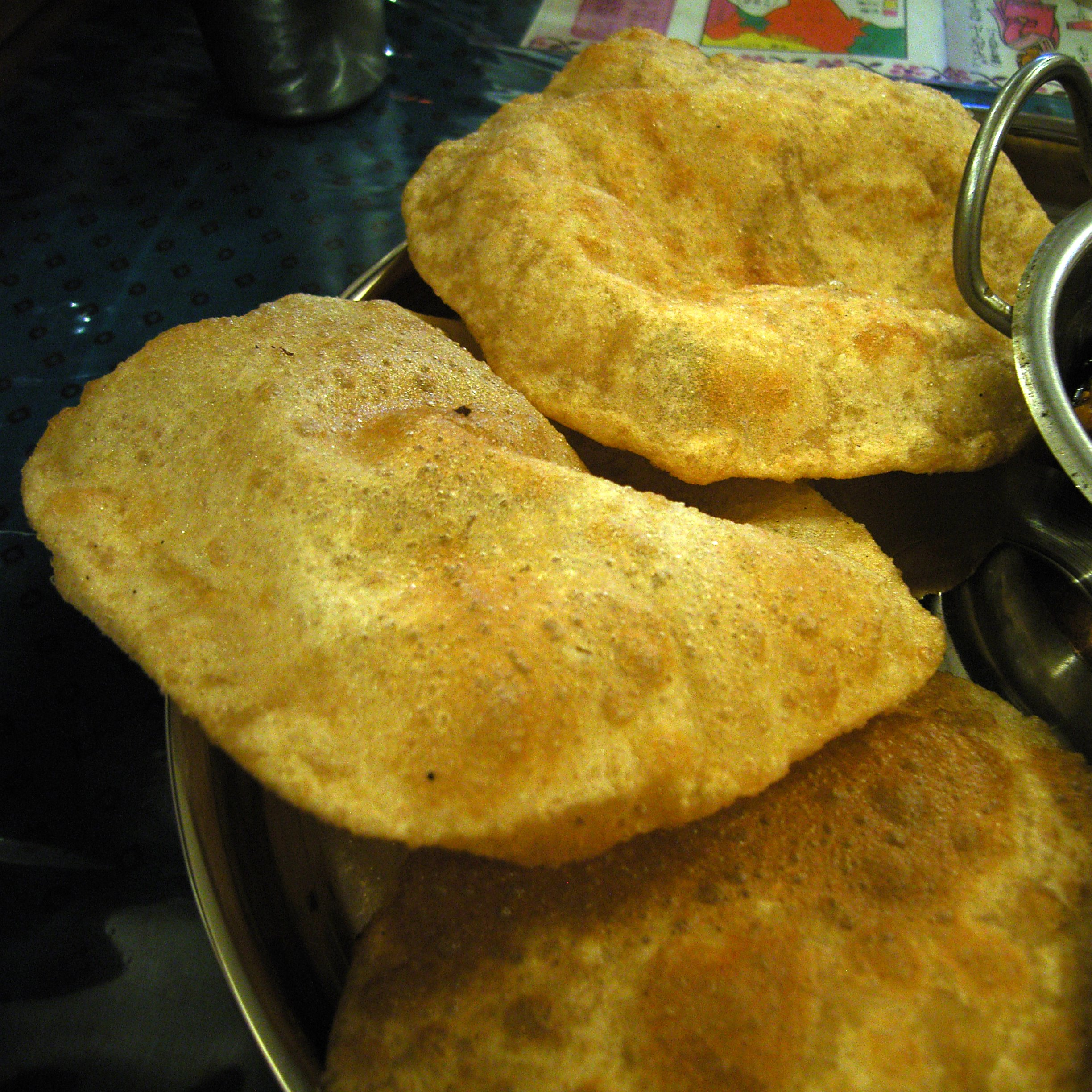
Puri

- Puri o poori: dischi di pasta di farina integrale, fritti nel ghee in una karhai, hanno l'aspetto di sfogliatine gonfie e croccanti. Per essere sicuri che si gonfi si versa l'olio bollente sul lato superiore della sfogliatina, poi una volta pronti si servono o impilati uno sull'altro oppure stesi su un vassoio in modo che rimangano gonfi. Il puri è diffuso anche nell'India meridionale, caso unico fra i diversi tipi di pane indiano[4][6][7][8][9][10]
- Kachori: è come la puri ma all'impasto viene aggiunto il mais o le lenticchie[4].

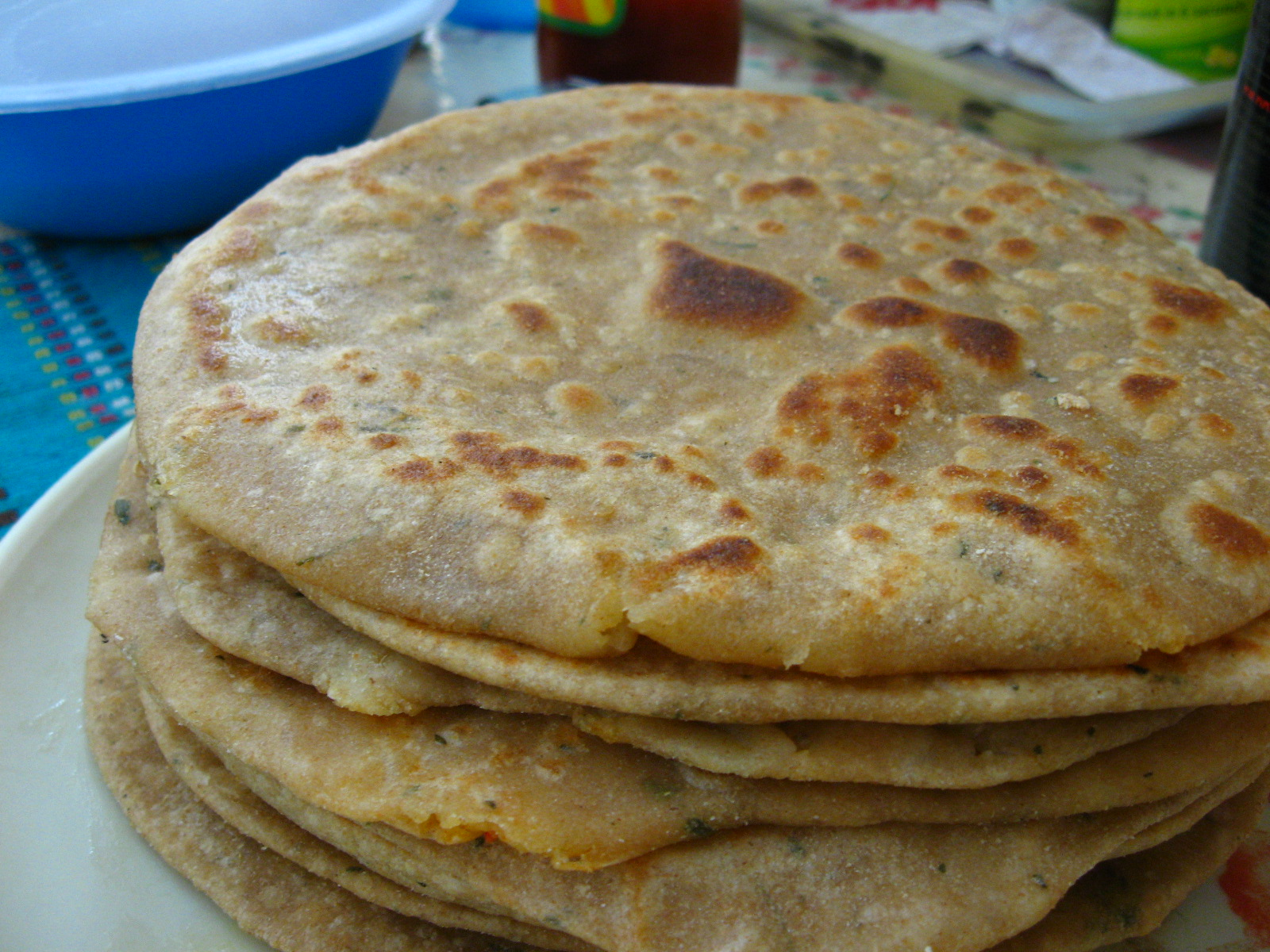
Paratha

- Paratha o parantha: dischi molto sottili di pasta fritta sulla tawa col ghee e fatti con farina integrale senza lievito con aggiunta di semi di sedano e di cipolla; hanno un aspetto croccante, leggero, friabile e una forma triangolare. La paratha si trova in vendita nelle bancarelle di strada e viene consumata a colazione, da sola o farcita con formaggio paneer.[4][5][6][7][8][10]
  - Alu paratha: doppio disco di paratha con in mezzo un ripieno di patate lessate, schiacciate e speziate con curcuma, zenzero tritato, perperoncini verdi tritati, garam masala e foglie di coriandolo[6][9]
  - Jalebi paratha: paratha con semi di finocchio, tipica dei musulmani dell'India centro-meridionale[8].
- Naan o nan: pane cotto nel tandoor, fatto con farina di frumento lievitata impastata con acqua e ghee; prende il nome di khamiiri puri se fatto con un impasto detto khamiir composto da farina, yogurt caldo, zucchero, pepe e acqua calda. Ha una forma a goccia dovuta alla cottura nel tandoor e un aspetto compatto e più spesso del roti. Ne esistono diverse varianti: cosparso d'aglio o di semi di cipolla o di mandorle o di frutta secca, spalmato di burro o ripieno di formaggio[4][5][6][7][8][9][10][11]
- Pappadam (o poppadum, papadum, pappad, papad): ha l'aspetto di una focaccina croccante di colore giallo perché composta da farina di lenticchie a cui vengono aggiunte delle spezie che la rendono piccante; viene fritta nell'olio di cocco e di solito è consumata come aperitivo o a fine pasto ma spesso serve anche da accompagnamento a thali o biryani sbriciolandola sul riso. La pappadam è tipica dell'India meridionale[6][7]
- Idli: hanno l'aspetto di focaccine ottenute impastando farina di riso con una pastella di lenticchie nere (urad dal) e semi di fieno greco che viene poi versato in una serie di stampi imburrati e impilati uno sull'altro per essere cotti al vapore per circa un quarto d'ora[8].
- Shirmal: hanno l'aspetto di focaccine larghe circa 15 centimetri di diametro, ottenute impastando farina di frumento, latte, zucchero, sale e ghee; durante la cottura, che avviene in una tawa, vengono leggermente spruzzate con latte allo zafferano e unte di ghee. Le shirmal sono tipiche delle zone dell'India di tradizione musulmana[8]
- Lucchi: di aspetto e procedimento simile ai puri, i lucchi sono panini fritti tipici del Bengala, fatti di farina impastata con semolino e semi di finocchio tostati e macinati[10].

## Spezie
- Pepe nero
- Coriandolo
- Cumino
- Tamarindo, detto "dattero indiano"
- Cardamomo verde
- Zafferano
- Curcuma
- Cannella
- Curry o kari
- Noce moscata
- Aglio
- Peperoncino

## Condimenti

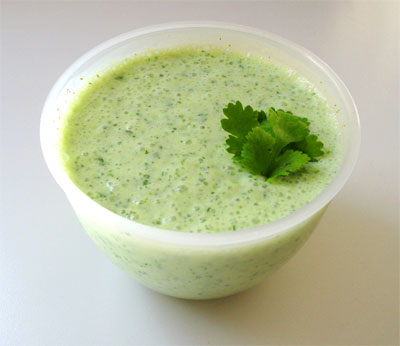
Raita di menta e cetriolo

I condimenti principali sono il raita e la chatni.
Il raita (hindi रायता, rṭytṭ) è un'insalata fatta con yogurt e verdure tritate che fa da contorno ai piatti piccanti. Alcuni esempi di raita sono:
- raita di ananas: cubetti di ananas ricoperti di yogurt sbattuto con l'aggiunta di sale, semi di cumino tostati, zenzero grattato e peperoncino.
- raita di ceci: ceci cotti in casseruola con ghee, garam masala e aglio schiacciato, e ricoperti di yogurt salato e pepato.
- raita di cetriolo[14]: frullato di cetrioli a fette, cipolle tritate, salsa di menta, sale, yogurt e acqua.
- raita di melanzana[14]: pezzetti di melanzana lessata e schiacciata ricoperti di yogurt sbattuto a cui sono stati aggiunti sale e un trito di cipolla e peperoncini verdi.
- raita di menta[14]: yogurt sbattuto con salsa di menta, cipolla tritata
- raita di menta e cetriolo[15]: dadini di cetriolo ricoperti di yogurt sbattuto al quale è stato aggiunto sale, pepe e un trito di foglie di menta, foglie di coriandolo, zenzero grattugiato e peperoncini verdi.

La chutney o chatni (hindi चटनी, caṭnī, sostantivo femminile affine al verbo चाटना, cāṭnā, "leccare") è una salsa vegetale piccante e abbastanza densa, a base di frutta, spezie e ortaggi. Le chutney servono come condimento per i piatti principali, che siano a base di carne o di riso, e per le verdure: in alcuni casi durante la preparazione si tostano per alcuni minuti le spezie in modo da far loro aromatizzare gli altri ingredienti; l'aggiunta di zucchero e aceto conferisce in genere alle chutney un sapore agrodolce, ma la prevalenza degli uni o degli altri elementi fa sì che esistano chutney salate e chutney dolci. Tra le molte varietà di chutney, vi sono:

Varie chutney

## Spuntini
- Dosa
- Masala dosa
- Idli
- Vada
- Uttappam
- Samosa

## Riso

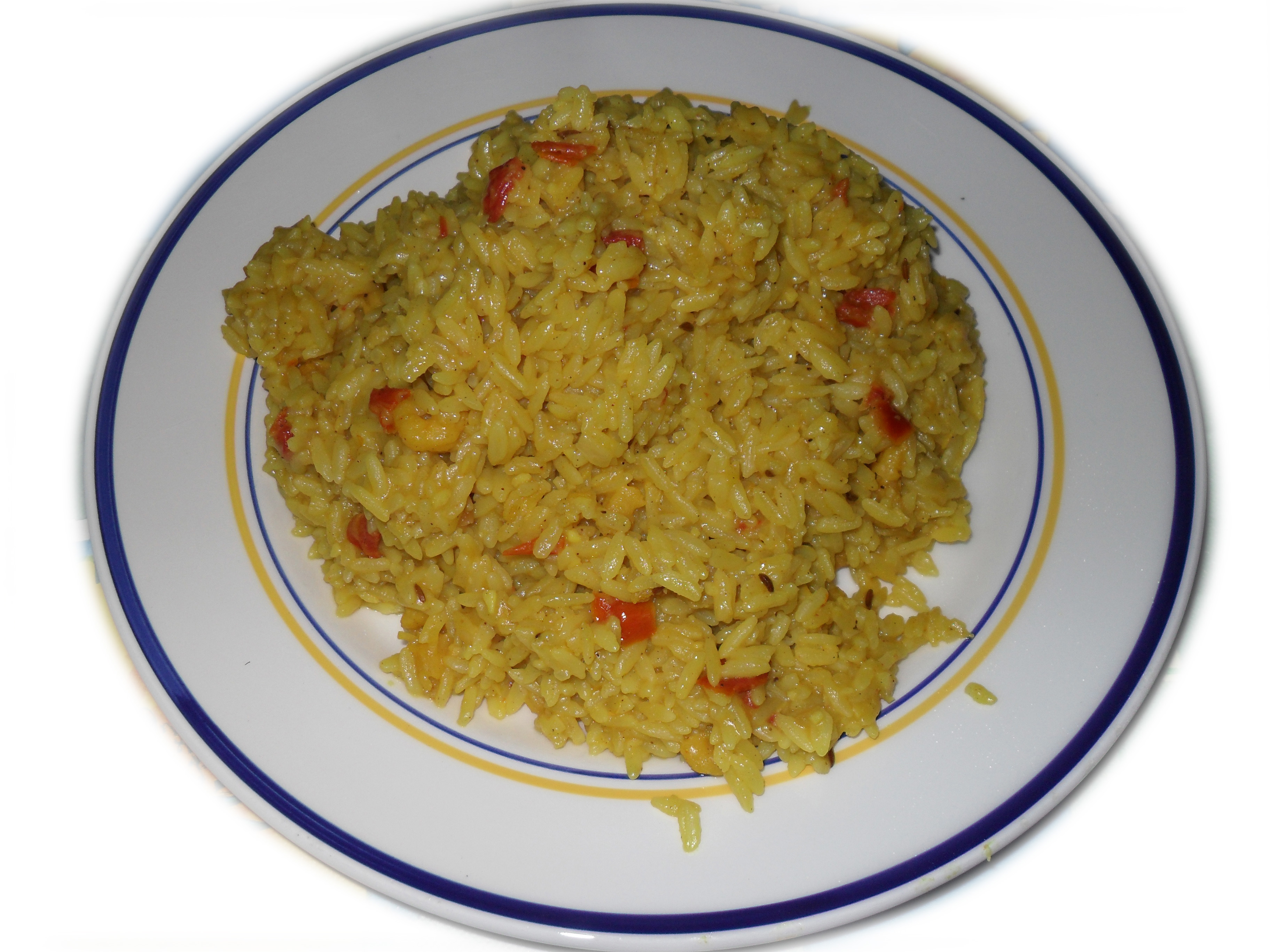
Prawn Biryani, risotto piccante ai gamberi e curry

- Pilaf o pulao
- Biryani
- Khichdi o khichri
- Idli
- Dosa
- Mithai
- Thali

## Latticini
- Dahi
- Paneer
- Lassi
- Ghee
- Curd

## Verdura
- Karela (zucca amara)
- Bhindi (gombo)
- Legumi: lenticchie, fagioli, piselli
- Dhal: dhal di lenticchie, dhal di fagioli, dhal di ceci
  - Sambar
  - Tuvar

## Dolci

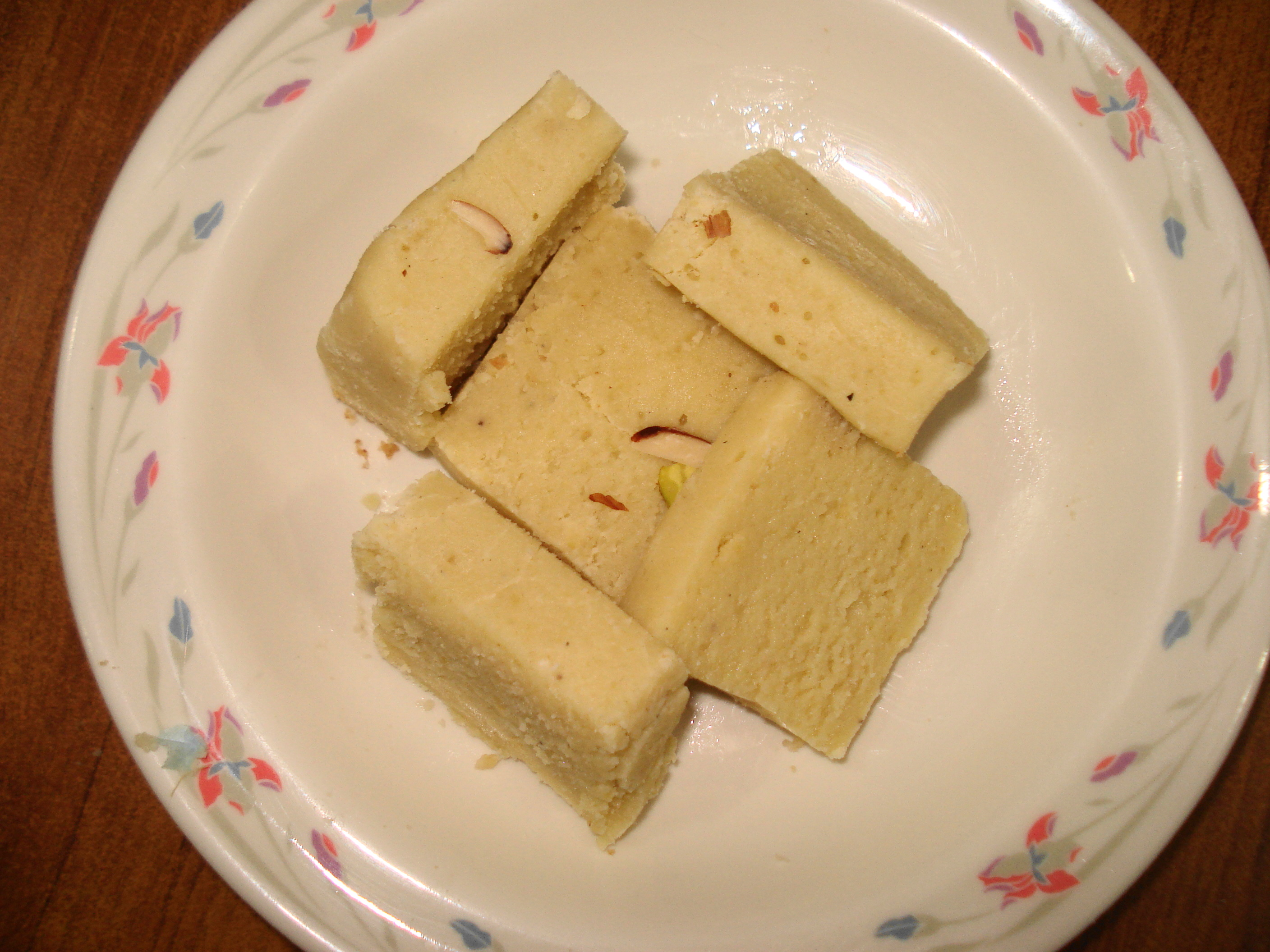
Barfi

- Barfi
- Ghevar
- Halwa o halva
- Ladoo
- Rasgulla
- Jalebi
- Gulab jamun
- Kheer (detto payasam nel sud)
- Kulfi
- Chikki
- Payes

## Bevande

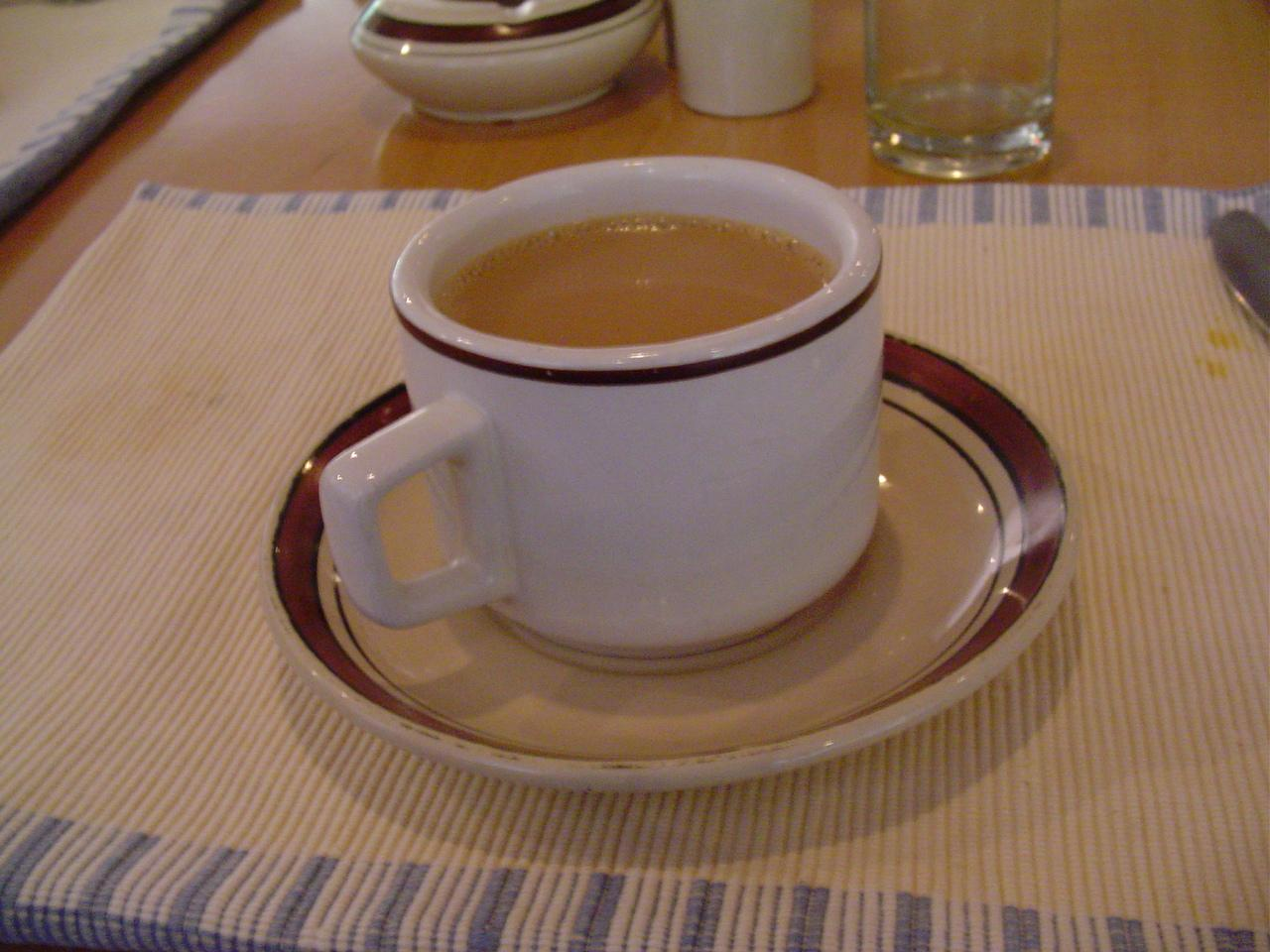
Una tazza di masala chai, la bevanda più popolare in India.

La scelta delle bevande è molto varia e cambia in funzione della regione e delle comunità. In genere gli indiani non bevono durante i pasti altro che acqua e le bevande sono assunte da parte loro a titolo di aperitivo o di dissetante. 

### Analcolici
- Acqua: solo nelle grandi città l'acqua del rubinetto è sicura perché trattata con il cloro, generalmente invece non è potabile; allo stesso modo non è sicuro il ghiaccio perché viene preparato sempre con acqua corrente. L'acqua minerale è reperibile praticamente ovunque, di solito in bottiglie di plastica, però nel 2003 vi è stata riscontrata un'alta concentrazione di residui chimici, anche nelle marche più diffuse[20][21][22]. Inoltre talvolta il tappo della bottiglia d'acqua è manomesso o comunque non ben sigillato perché accade che i contenitori vengano riciclati per essere riempiti d'acqua minerale e venduti di nuovo. I modi più sicuri di bere acqua in India sono farla bollire per un quarto d'ora oppure sterilizzarla chimicamente con lo iodio (metodo sconsigliato per donne in gravidanza e malati di tiroide) o con il cloro (che lascia un sapore cattivo neutralizzabile col succo di limone).[23][24][25]
- Tè: noto in India come chai (hindi चाय, ISO 15919 cây, dal persiano câ'e[26]) è la bevanda più diffusa, la pianta è coltivata nell'Assam e sui monti Nilgiri ma la qualità più pregiata è il tè Darjeeling coltivata nell'area dell'omonima città. Il tè viene aromatizzato e speziato in vari modi:
  - tè alle spezie: tè nero speziato con anice macinato, chiodi di garofano, cannella e semi di cardamomo macinati. Vi può essere aggiunto del latte e servito assieme a frutta candita.
  - tè forte alle spezie: al tè preparato normalmente si aggiunge un mezzo cucchiaio di una trito di grani di pepe, chiodi garofano, semi di cardamomo, cannella e zenzero grattugiato.
  - tè allo zenzero: bevanda invernale costituita da tè nero al quale viene aggiunto zenzero grattugiato e miele.
  - tè freddo al cardamomo: bevanda estiva costituita da tè con aggiunta di capsule di cardamomo, zucchero e ghiaccio tritato.
  - masala chai: è la preparazione a base di tè più diffusa nel paese e si tratta generalmente di tè in polvere bollito con acqua, latte intero, molto zucchero e vari altri ingredienti quali capsule di cardamomo, mandorle, pinoli, cannella, chiodi di garofano, zenzero. Può essere consumato in qualsiasi occasione e momento della giornata. Viene venduto dai chai-wallah in piccoli chioschi agli angoli delle strade.[23][27][28][29][30]
- Caffè (kofi): in Kerala, Tamil Nadu e in genere in tutta l'India meridionale è più diffuso il caffè (solubile) del tè, e dagli anni 2000 si sta espandendo anche nel centro-nord grazie a catene di caffetterie che impiegano macchine per caffè espresso. Il caffè prodotto in India costituisce circa il 3% della produzione mondiale.[27][28][31]
- Succhi di frutta: in India vengono venduti sia freschi sulle bancarelle di strada, sia già confezionati (in bottiglie o in contenitori di cartone, che però talvolta non sono integri perché vengono riciclati). I succhi venduti sulle bancarelle sono spesso allungati con acqua o ghiaccio per cui possono essere pericolosi, inoltre viene aggiunto zucchero o sale per renderli più saporiti. I succhi di frutta più diffusi sono quelli al mango, alla guaiava, all'arancia, alla mela (proveniente dall'Himachal Pradesh), alla banana, all'ananas, al limone.[23][25][27][28]
- Bevanda di canna da zucchero macinata: venduto dalle bancarelle nell'India meridionale, è ovviamente dolce e conviene aggiungerci un po' di succo di limone.[27][32]
- Latte di cocco: nell'India meridionale è molto diffuso l'uso di bere il latte di cocco con una cannuccia direttamente dalla noce dopo averne tagliato col machete la parte apicale.[23][27]

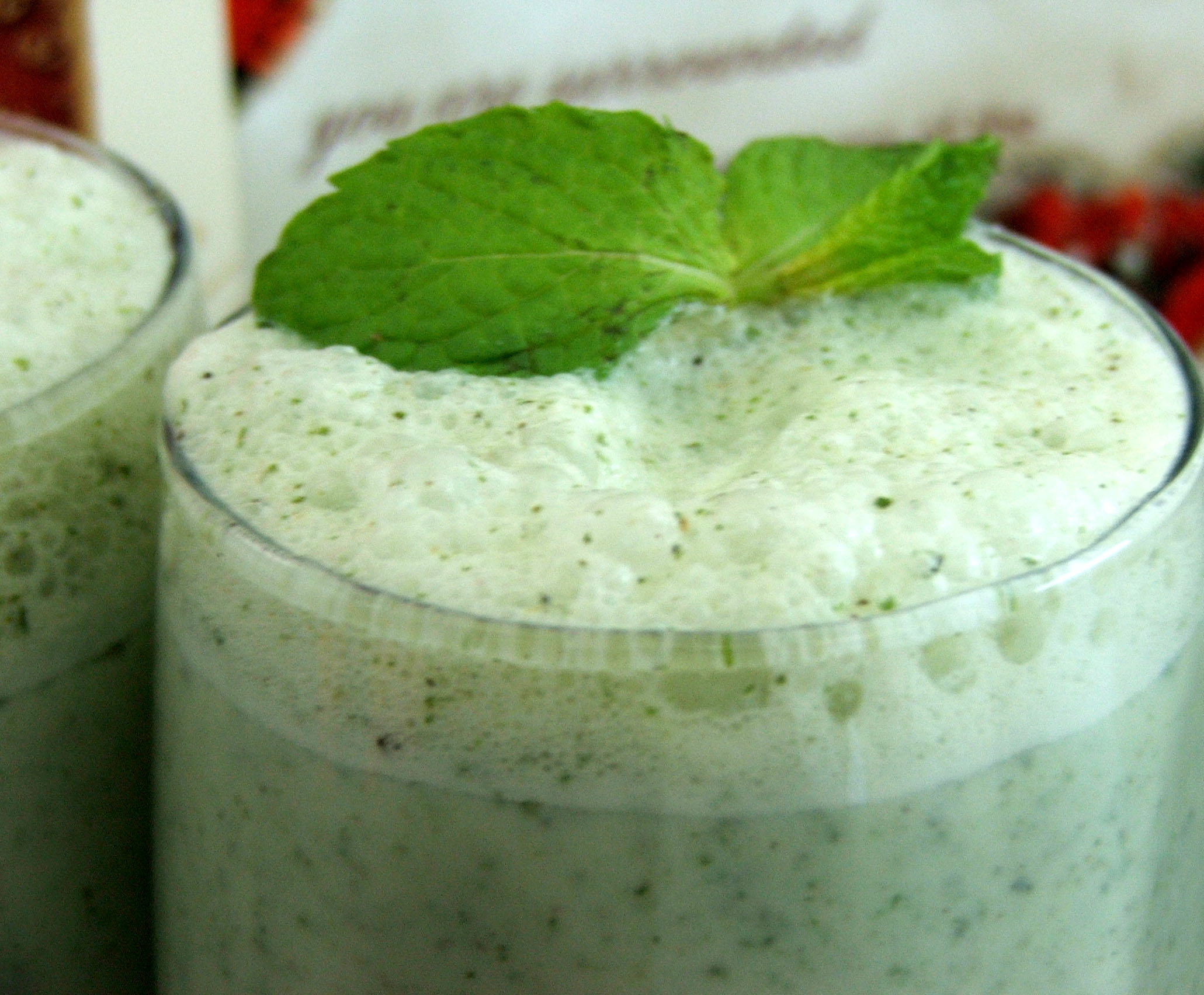
Lassi salato alla menta.

- Lassi: è una bevanda molto popolare a base di yogurt, da bere fresca o almeno a temperatura ambiente. La composizione base (plain lassi) è costituita da yogurt, succo di limone e semi di cumino tostati e pestati in un mortaio, il tutto mescolato in mezzo litro d'acqua oppure frullato; esistono la versione dolce (sweet lassi) e la versione salata (salt lassi) a seconda se nella composizione base viene aggiunto rispettivamente zucchero o sale, ma può essere aggiunta anche della frutta ed essere aromatizzato alla rosa o allo zafferano.[23][27][28][30]
- Latte: esistono bevande a base di latte che possono essere bevute sia calde che fredde o addirittura ghiacciate; alcuni esempi sono il latte badam, a cui vengono aggiunte mandorle (badam) e zafferano, il latte al cardamomo e miele, un latte scaldato ma non bollito a cui vengono aggiunti miele e semi di cardamomo, e il latte allo zafferano, un latte bollito a cui vengono aggiunti zafferano, chiodi di garofano, cannella, miele e pistacchi.[28][30]
- Nimbu pani: bevanda a base di succo di limone verde o limetta, zucchero, sale, pepe o garam masala e acqua.[23][33]
- Bibite industriali: sul mercato indiano c'è una discreta varietà di bibite gassate di produzione nazionale, grazie al bando di Coca Cola e Pepsi durato 17 anni e finito nel 1994: le marche nazionali più diffuse sono Campa Cola, Thumbs Up e Limca (al limone).[23][27]
- Bhang: un decotto a base di cannabis.

### Alcolici
- Arrak
- Toddy (detto feni nel Goa)
- Asha, liquore del Rajasthan
- Alcolici stranieri prodotti in India (noti con la sigla IMFL che sta per Indian Made Foreign Liquors)
- Chang, birra del Sikkim e del Ladakh
- Vino locale

## Digestivo

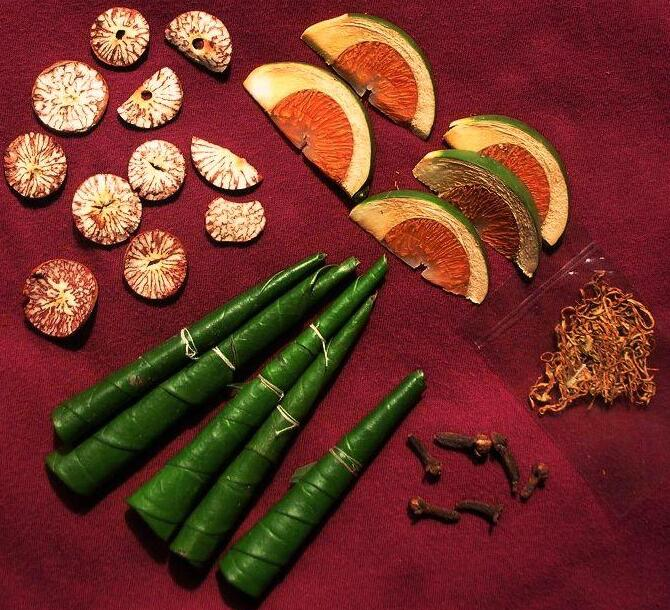
I componenti del paan: fettine di noce di areca secca in alto a sinistra, fette di noce di areca fresca in alto a destra, foglie di betel arrotolate al centro, tabacco sulla destra.

- Paan o pan: è un preparato tradizionalmente consumato a fine pasto per le sue proprietà digestive e rinfrescanti della bocca. Si tratta di un involtino triangolare costituito da una foglia commestibile di betel arrotolata attorno ad un composto di noce di areca (talvolta chiamata erroneamente "noce di betel") grattugiata o a piccoli pezzi, calce spenta (chuna), tabacco da masticare (zarda), pasta rossa (katha), pasta di limetta e una mistura di varie spezie dolci (mitha masala). Il paan va messo tutto in bocca, all'interno della guancia, va masticato lentamente in modo che l'involtino libera i propri succhi nel cavo orale che però vanno sputati nel caso contengano tabacco o calce. Generalmente ve ne sono di due tipi: il saadha e il mitha paan. Il saadha è quello tradizionale, contiene tabacco, non va ingerito e ha un sapore descritto ora come aspro, ora come amaro, abbastanza sgradevole per il palato degli occidentali e dovuto alla immersione prolungata in acqua non filtrata durante la preparazione; il mitha paan ("paan dolce") contiene invece noce di cocco e confettura di datteri e si può tranquillamente ingerire. Come effetti collaterali, la noce di areca ha un potere leggermente stupefacente e può indurre assuefazione tanto da provocare in alcuni un consumo notevole analogo a quello delle sigarette da parte dei fumatori accaniti; inoltre i succhi del paan tendono a colorare di rosso o nero denti e bocca e, cosa ancor più grave, il suo abuso può rovinare i denti e provocare il cancro alla bocca. Un altro effetto poco piacevole è dovuto al fatto che il paan provoca una forte salivazione per cui chi lo mastica è portato facilmente a sputare i succhi rossastri su muri e strade. Il paan è venduto dai paan-wallah, venditori ambulanti con bancarella che spesso si trovano davanti ai ristoranti più frequentati; i più famosi sono i paan-wallah di Varanasi che applicano prezzi esorbitanti.[4][5][6][7][11]

## Cucine locali
Il subcontinente indiano in realtà ha numerose "cucine", poiché ogni territorio o stato o regione ha in realtà una propria tradizione culinaria, anche se molti piatti di diverse regioni sono simili fra loro e usano in gran parte i medesimi ingredienti. Ecco un elenco delle "cucine locali" più diffuse:
- Cucina delle Andamane e Nicobare
- Cucina telugu, tipica dell'omonimo popolo dell'Andhra Pradesh
- Cucina dell'Arunachal Pradesh
- Cucina assamese (dell'Assam)
- Cucina bengalese (del Bengala)
- Cucina bihari (del Bihar)
- Cucina Bhojpuri (diffusa nel Bihar e nell'Uttar Pradesh)
- Cucina di Chandigarh
- Cucina di Dadra e Nagar Haveli
- Cucina di Daman e Diu
- Cucina Mughlai, combinazione di cucina del subcontinente indiano con gli stili di cottura e le ricette dell'Asia centrale e della cucina iraniana
- Cucina di Goa
- Cucina Saraswat, dei bramini Saraswat
- Cucina Malvani, della regione del Konkan
- Cucina Gujarati, diffusa nello stato del Gujarat
- Cucina di Haryana, tipica dell'omonimo stato
- Cucina dell'Himachal Pradesh, tipica dell'omonimo stato

- Cucina kashmiri, tipica del Kashmir
- Cucina Jharkhandi, dello stato dello Jharkhand
- Cucina del Karnataka
- Cucina mangaloreana, che prende il nome dalla metropoli di Mangalore
- Cucina del Kerala, tipica dell'omonimo stato
- Cucina Ladakhi, diffusa nei due distretti di Leh e Kargil nel territorio di Ladakh. Molto simile alla cucina tibetana
- Cucina del Madhya Pradesh
- Cucina maharashtriana, tipica del popolo di lingua marathi, prevalentemente abitanti del Maharashtra
- Cucina Malwani, specialità dell'area tropicale che si estende dalla riva di Deogad Malwan al confine meridionale tra il Maharashtra e Goa.
- Cucina Manipuri, tipica del popolo Meitei (o Manipuri) stanziato nello stato di Manipur
- Cucina meghalayana, tipica dello stato di Meghalaya

- Cucina Mizo, tipica dell'omonimo popolo
- Cucina Naga, tipica dell'omonimo popolo del Nagaland
- Cucina dell'Orissa, tipica dell'omonimo stato
- Cucina di Pondicherry, tipica del territorio di Pondicherry, fortemente influenzata dalla cucina francese in quanto Pondicherry è stata una colonia francese dal XVII secolo fino al 1956
- Cucina punjabi, della regione del Punjab indiana e pachistana
- Cucina rajasthani, del Rajasthan, lo stato più esteso dell'India
- Cucina sikkimese, dello stato del Sikkim
- Cucina Sindhi, del popolo Sindhi, originario del Pakistan
- Cucina tamil, dello stato Tamil Nadu
- Cucina telangana, dello stato di Telangana
- Cucina tripuri, dell'omonimo popolo dello stato di Tripura
- Cucina dell'Uttar Pradesh, dell'omonimo stato